# مايك ريد (ملحن)
مايك ريد (بالإنجليزية: Mike Reid)‏ هو لاعب كرة قدم أمريكية وكاتب أغاني وملحن ومغن مؤلف أمريكي، ولد في 24 مايو 1947 في ألتونا في الولايات المتحدة.

## وصلات خارجية
- الموقع الرسمي
- مايك ريد على موقع مرجع كرة القدم المحترفة.كوم (الإنجليزية)
- مايك ريد على موقع ميوزك برينز (الإنجليزية)
- مايك ريد على موقع أول ميوزيك (الإنجليزية)
- مايك ريد على موقع ديسكوغز (الإنجليزية)